# Phasmatocoris labyrinthicus
Phasmatocoris labyrinthicus, vrrsta grabežljivog kukca iz poroduice Reduviidae, red Hemiptera, otkrivenog još 1990.godine u državnom parku Kartchner Caverns State Park u okrugu Cochise u Arizoni, a opisanog tek 2013. u Zootaxi. Opisao ga je Robert Pape.

## Vanjske poveznice
- New species of assassin bug found sniping in cave